# Boitzum
Boitzum ist ein Ortsteil der Stadt Springe und liegt an der südlichen Grenze der heutigen Region Hannover. Der Ort liegt zwischen den Klöstern Wülfinghausen und Wittenburg unterhalb der Finie, einer kleinen mit Hainbuchen-, Hasel- und Dornengebüsch bewachsenen Hügelkette, die den Ort im Süden und Osten umgibt.
Im Dorfkern ist der „kleine Rundling“ erkennbar, der später in nördlicher und südlicher Richtung erweitert wurde. Durch die abseitige Lage blieb die bis heute von der Landwirtschaft geprägte Ortschaft von der Siedlungsentwicklung, die benachbarte Dörfer überformt hat, verschont.

## Geografie
Das Dorf liegt zwischen den früheren Klöstern Wülfinghausen und Wittenburg. an der West- und Nordseite eines kleinen Höhenzuges, der Finie, die sich von Boitzum über Wittenburg bis Sorsum und in die Wülfinger Feldmark erstreckt. Ihre höchste Erhebung ist 169 m, innerhalb der Boitzumer Feldmark südlich von Boitzum ist die Finie 146,9 m hoch. Der Mittelpunkt von Boitzum, der Thie, liegt 105 m über dem Meeresspiegel.
Die Größe Boitzums hat sich in den letzten Jahrhunderten bis auf einige Neubauten, die vor allem am östlichen und nördlichen Dorfrand und innerhalb der Ortslage nach dem Zweiten Weltkrieg gebaut wurden, kaum verändert. Der Bebauungsplan für den östlichen Dorfrand war der einzige, der für Boitzum jemals aufgestellt wurde.

## Geschichte
Zum ersten Male wurde Boitzum im Jahre 1022 erwähnt. Es ist jedoch davon auszugehen, dass eine Besiedlung des Gebietes oberhalb der Leineniederungen, in dem Boitzum liegt, schon frühzeitig erfolgte, wie steinzeitliche Funde belegen.
Die Geschichte Boitzums ist eng verbunden mit der Entwicklung der beiden Klöster Wülfinghausen und Wittenburg. Das Kloster Wülfinghausen wurde 1236 gegründet und gehörte dem Augustinerorden an. Das Augustiner-Mönchskloster Wittenburg wurde 1316 gegründet. Vorher lebten hier schon fromme Männer, Inklusen, ohne besondere Ordensregel. Aus dem Kloster Wittenburg wurde nach der Säkularisation 1580 ein fürstliches Kammeramt; hier wurden nun mit der Verwaltung des früheren Klosterhaushaltes Amtleute betraut.
Der umfangreiche Besitz des Klosters Wülfinghausen und des Klosters bzw. Amtes Wittenburg hatte nun auch für die Klöster viele Gerechtsame zur Folge. So bestand ein Lehnsverhältnis zwischen den Klöstern als Lehnsherrn und dem Hörigen oder Unfreien als Lehnsmann. Die abhängigen Bauern waren die Meier. Die Lage Boitzums zwischen den beiden Klöstern führte dazu, dass die Klöster Wülfinghausen und Wittenburg Gutsherren der Boitzumer Bauern waren. Die Meier und Hörigen in Boitzum waren somit aufgrund der mittelalterlichen Lehnsverfassung vielen Gerechtsamen der beiden Klöster unterworfen.
Bis in das Jahr 1885 gehörte Boitzum zum Amt Calenberg.
Aus den Ämtern Calenberg und Springe sowie den Städten Eldagsen, Münder und Pattensen entstand 1885 der Kreis Springe, der 1974 bei der Gebiets- und Verwaltungsreform aufgelöst worden ist. Springe mit seinen Stadtteilen gehörte von nun an zur Region Hannover.

### Politische Gemeinde Boitzum

#### Bis 1964: selbständige Gemeinde
Bis zum Ende des Ersten Weltkrieges wurden die Geschicke der Gemeinde Boitzum von der Gemeindeversammlung bestimmt, der ein Gemeindevorsteher zusammen mit zwei Beigeordneten vorstand. In dieser Gemeindeversammlung hatten die Bürger unterschiedliches Stimmrecht, das wohl nach der Größe des Grundbesitzes berechnet wurde. Wenn mindestens ein Drittel der Stimmen anwesend waren, war die Gemeindeversammlung beschlussfähig.
Ab 1920 bestimmte dann die Geschicke Boitzums ein aus sechs Mitgliedern bestehender Gemeindeausschuss und der Gemeindevorsteher.
Ab 1934 hießen die Gemeinderäte Gemeindeälteste und wurden vom Landrat berufen. Zur Vertretung und Hilfeleistung des Leiters der Gemeinde wurden außerdem noch zwei Schöffen aus der Bürgerschaft ernannt. An den Gemeinderatssitzungen nahmen auch der oberste örtliche Leiter der NSDAP sowie der rangälteste Führer der SA teil.
1935 trat dann eine neue Gemeindeverordnung in Kraft. Sie bestimmte, dass dem Bürgermeister zwei ehrenamtliche Beigeordnete zur Seite stehen und die Zahl der durch den Beauftragten der NSDAP zu berufenden Gemeinderäte fünf betragen sollte. Nach dem Zweiten Weltkrieg tagte am 14. Januar 1946 erstmals wieder eine Gemeindevertretung, die über eine neue Gemeindesatzung zu beraten hatte. Verschiedene Kommissionen – Finanz-, Wegebau-, Wasserbau-, Wohnungskommission und ein Ernährungsausschuss, der sich aus drei Erzeugern und drei Verbrauchern zusammensetzte, – nahmen ihre Arbeit auf. So musste der Ernährungsausschuss u. a. zur Sicherung der Ernte eine Feldwache aufstellen. Ein Schulausschuss wurde gewählt und ein Ausschuss, der die Hoover-Schulspeisung zu überwachen hatte. Es gab darüber hinaus noch einen Sozialausschuss, einen Verbraucherausschuss und einen Flüchtlingsrat.

#### 1964–1974: sukzessiver Zusammenschluss
Ab 1964 konnten kleine Gemeinden unter 500 Einwohner, wozu auch Boitzum gehörte, nur Finanzzuweisungen des Landes nach dem Finanzausgleichgesetz erhalten, wenn sie Mitglied einer Samtgemeinde waren oder Aufgaben auf eine andere Gemeinde übertragen hatten. Darum schlossen die Gemeinden Boitzum und Wittenburg mit der Gemeinde Sorsum eine öffentlich-rechtliche Vereinbarung ab, die Führung der Kassen- und Rechnungsgeschäfte durch die Gemeinde Sorsum erledigen zu lassen. Ab 1966 gab es aber auch bei Kassenzusammenschlüssen keine Finanzzuweisungen des Landes mehr, Voraussetzung hierfür war die Zugehörigkeit zu einer Samtgemeinde. So kam es 1965 zur Gründung der Samtgemeinde „Finie“ mit Sitz in Holtensen. Ihr gehörten die Gemeinden Boitzum, Wittenburg, Sorsum und Holtensen an. Mit der Bildung der Samtgemeinde wurde auch das Standesamt in Boitzum aufgelöst.
Bis zum 1. März 1974 war Boitzum eine selbstständige Gemeinde, der ein Ortsvorsteher bzw. ein Bürgermeister vorstand. Zur Seite standen ihnen Beigeordnete bzw. Ratsherren.

#### 1974: Ortsteil
Bei der Gebiets- und Verwaltungsreform vom 1. März 1974, die den Landkreis Hannover mit seiner heutigen Flächenausdehnung von über 2.000 km² und 20 Städten und Gemeinden mit über 200 Ortsteilen schuf, entstand die Ortschaft Holtensen, bestehend aus Boitzum, Holtensen und Wülfinghausen. An der Spitze dieser Ortschaft steht ein Ortsbürgermeister, der von einem im fünfjährigen Turnus gewählten Ortsrat bestimmt wird.

### Bürgermeister
Die Bauermeister, Ortsvorsteher, Bürgermeister, Gemeindedirektoren von Boitzum, soweit die Namen aus alten Unterlagen ersichtlich, waren:
- Wintel, Johann Dietrich (um 1799)
- Ziegenbein, Karl (um 1840–1851)
- Giesselmann, Heinrich (1876–1886)
- Alves, Heinrich (um 1895)
- Kreipe, Eberhard (1898–1924)
- Ebeling, Karl (1925–1945)
- Prelle, Friedrich (1946–1947)
- Schaumann, Friedrich (1948)
- Kreipe, Reinhold (1948–1951)
- Schaumann, Friedrich (1951–1953)
- Ebeling, Reinhard (1953–1974)

Der letzte Bürgermeister der selbstständigen Gemeinde Boitzum war Reinhard Ebeling. Unter seiner Führung hat sich Boitzum nach dem Zweiten Weltkrieg weiter entwickelt und dabei seinen dörflichen Charakter behalten. In Anerkennung seiner langjährigen Verdienste um das Allgemeinwohl und seiner Arbeit im Bereich der Kommunalpolitik wurde ihm 1997 das Verdienstkreuz am Bande des Verdienstordens der Bundesrepublik Deutschland verliehen.
Seit der Gebietsreform im Jahre 1974 hatten die Ortsräte von Boitzum und Holtensen folgende gemeinsame Ortsbürgermeister gewählt:
- Heinrich Freimann sen., Holtensen (1974)
- Fritz Helmbrecht, Boitzum (1974–1981)
- Horst Stiehler, Wülfinghausen (1981–1986)
- Fritz Helmbrecht, Boitzum (1986–1991)
- Heinrich Deiters, Boitzum (1991–2001)
- Heinrich Freimann jun., Holtensen (ab 2001)

### Feuerwehr in Boitzum

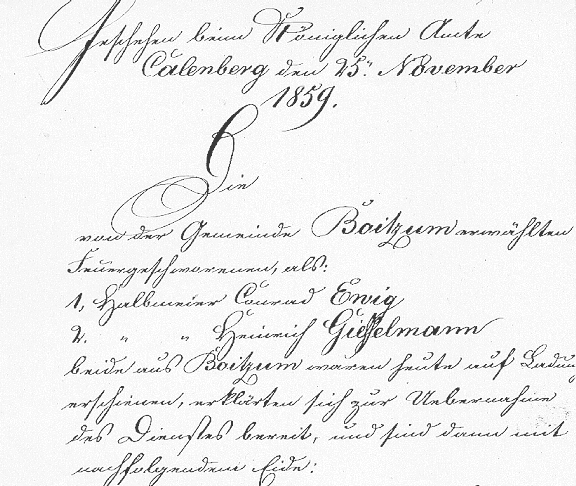
Die ersten Zeilen der Gründungsurkunde der Feuerwehr Boitzum, 1859

Die älteste vorliegende schriftliche Quelle, die über den Ursprung des Feuerlöschwesens in Boitzum berichtet, stammt vom 25. November 1859. Daraus soll hervorgehen, dass die ersten amtlichen Feuerwehrmänner in Boitzum die Halbmeier Conrad Ewig und Heinrich Gießelmann gewesen seien. Die ersten Zeilen lauten: Geschehen beim Königlichen Amte Calenberg den 25. November 1859. Die von der Gemeinde Boitzum erwählten Feuergeschworenen, als 1. Halbmeier Conrad Ewig, 2. Halbmeier Heinrich Gießelmann, beide aus Boitzum waren heute auf Ladung erschienen, erklärten sich zur Übernahme des Dienstes bereit, und sind dann mit nachfolgendem Eide:

#### Pflichtfeuerwehr 1902–1934
In der Regel haben alle Freiwilligen Feuerwehren den gleichen geschichtlichen Ursprung: zur Gewährleistung des Brandschutzes im Gemeindebereich waren die so genannten Pflichtfeuerwehren aufgestellt. Auch die Freiwillige Feuerwehr Boitzum hat sich aus solch einer Pflichtfeuerwehr entwickelt. Am 27. September 1901 wurde vom Oberpräsidenten der preußischen Provinz Hannover, Graf zu Stolberg, die „Polizeiverordnung betreffend Regelung des Feuerlöschwesens“ erlassen. Darauf wurde am 5. März 1902 unter Vorsitz von Gemeindevorsteher Eberhard Kreipe in einer Gemeindeversammlung die Gründung der Pflichtfeuerwehr einstimmig beschlossen.

#### Ab 1934 – Freiwillige Feuerwehr
Die Pflichtfeuerwehr wurde spätestens 1934 aufgelöst, und am 10. Februar 1934 wurde unter Vorsitz des damaligen Bürgermeisters Karl Ebeling in der Gaststube des Boitzumer Gastwirtes Probst die Freiwillige Feuerwehr Boitzum gegründet. 38 Männer, davon fünf im Alter von über 60 Jahren, erklärten damals und mit eigenhändiger Unterschrift ihren Beitritt und ihre Unterstützung für den Aufbau der Feuerwehr.
Vorangegangen war am 15. Dezember 1933 der Erlass eines Gesetzes über das Feuerlöschwesen.
In der Gründungsversammlung am 7. März 1934 wurde dann die Satzung der Feuerwehr beschlossen und unterzeichnet von sieben Mitgliedern, die das erste Kommando – damals Führerrat – bildeten.
Aus einem Formblatt vom Herbst 1936 geht hervor, dass die Freiwillige Feuerwehr Boitzum dem Feuerlöschverband Eldagsen angegliedert war.
Weil Boitzum noch keine Wasserleitung hatte, entstand 1954 auf dem Thie für 3.454,44 DM (1766 Euro) ein Löschwasserbehälter. Mit dem Bau der Wasserleitung 1964 wurde die Löschwasserversorgung durch Hydranten sichergestellt, so dass der Löschwasserbehälter nicht mehr notwendig war.
Bei der Umgestaltung des Thie im Sommer 2003 wurde auf Betreiben des Ortsrates versucht, den Löschwasserbehälter zu reaktivieren bzw. einen Brunnen zur Unterstützung der Löschwasserversorgung anzulegen. Beide Vorhaben stellten sich als nicht realisierbar heraus. Jedoch wurde ein Wasserhochbehälter auf der Finie zwischen Boitzum und Wittenburg zum Löschwasser-Reservoir umfunktioniert.
Ein neues Feuerwehrhaus für die Boitzumer Feuerwehr baute 1964–1966 der Maurer Hertrampf, dem die Gemeinde dafür das Grundstück mit dem alten Spritzenhaus vermachte. Schon 1947 hatte Herr Hertrampf von der Gemeinde das Armenhaus erworben, das südlich an das alte Spritzenhaus angrenzte (heute „Zur Finie 4“).
Auf der am 3. Mai 1974 stattfindenden außerordentlichen Versammlung wurde die Frage nach der Existenz der Feuerwehr aufgeworfen: In einer Abstimmung über den Fortbestand der Freiwilligen Feuerwehr Boitzum kamen die Anwesenden allerdings zu einem eindeutigen Votum: 15 Ja-Stimmen und eine Enthaltung drückten den festen Willen der Boitzumer aus, weiterhin eine eigenständige Feuerwehr zu haben und im Zuge der Gebietsreform keinen Zusammenschluss mit den Feuerwehren der Nachbarorte zu bilden.
Ebenfalls 1974 gründete man die Jugendfeuerwehr.
1976 wurde das Feuerwehrhaus umgebaut. 1977 konnte die erste Hauptversammlung im Feuerwehrhaus abgehalten werden.
1989 bis 1991 wurde das Feuerwehrhaus weiter ausgebaut, es entstand neben dem Raum für Feuerwehrfahrzeug und -geräte ein Dorfgemeinschaftsraum für Versammlungen, Schulungen, Feiern, der auch privat von Feuerwehrmitgliedern und Vereinen genutzt werden kann.

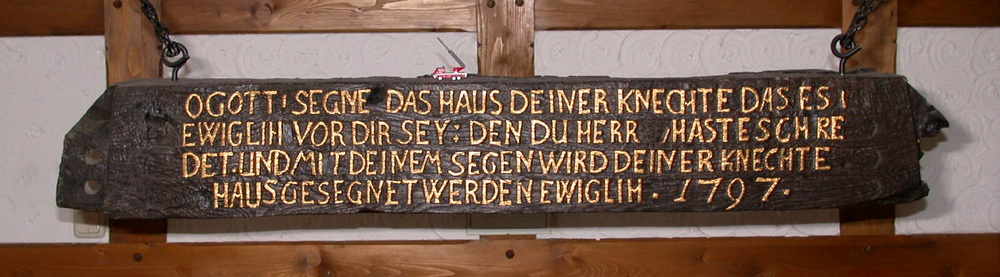
Der Türbalken des alten Boitzumer Schulhauses

Im Zuge dieser Arbeiten wurde im Gemeinschaftsraum der alte Türbalken aufgehängt, der einst über der Haustür des alten Boitzumer Schulhauses, das gegenüber der Kapelle gestanden hatte, eingebaut war. Maurermeister Hertrampf hat ihn wohl im alten Boitzumer Armenhaus gefunden, nachdem er es 1947 von der Gemeinde übernommen hatte. Der Balken enthält folgende in Holz gehauene Inschrift:
„O Gott segne das Haus deiner Knechte, das es ewiglich vor dir sei. Denn du Herr hast es errichtet und mit deinem Segen wird deiner Knechte Haus gesegnet werden ewiglich. 1797“.

#### Ortsbrandmeister und Stellvertreter
Die Ortsbrandmeister der Freiwilligen Feuerwehr Boitzum:
•	Conrad Ewig (1934–1937)
•	Karl Ebeling (1937–1940)
•	Reinhold Kreipe (1940–1951)
•	Reinhard Ebeling (1952–1954)
•	Heinrich Deiters (1954–1965)
•	Heinrich Möller (1966–1974)
•	Georg Tidow sen. (1974–1992)
•	Alex Holz (1993–1994)
•	Werner Götting (1995–2007)
•	Klaus Rocks (2007–2012)
•	Holger Rocks (2012–2013)
•	Frank Littmann (2013–2018)
•	Achim Wilke (seit 2018)
Die Stellvertreter der Ortsbrandmeister waren
•	Karl Ebeling (1934–1937)
•	Reinhold Kreipe (1937–1940)
•	Karl Ebeling (1940–1941)
•	Heinrich Deiters (1941–1954)
•	Reinhard Ebeling (1954–1967)
•	Alfred Wilke (1968–1976)
•	Alex Holz (1977–1992)
•	Werner Götting (1993–1994)
•	Klaus Rocks (1995–2007)
•	Erika Rocks (2007–2012)
•	Henning Martin (2012–2012)
•	Achim Wilke (2013–2018)
•	Christiane Wilke (seit 2018)
Ehrenortsbrandmeister der Freiwilligen Feuerwehr Boitzum sind Friedrich Schaumann und Georg Tidow sen., als Ehrenmitglieder verzeichnet die Feuerwehr die Kameraden Karl-August Gülke (ehemals Boitzum, jetzt Deitersen), Jürgen Grebenstein (Boitzum) und Albert Koller (Bennigsen).

### Landwirtschaft
Wenn man die Karte der Flur von Boitzum aus dem Jahre 1836/37 genau betrachtet, kann man erahnen, wie die Verhältnisse wohl in Boitzum im 17. und 18. Jahrhundert ausgesehen haben mögen. Diese Karte ist im Maßstab 1:21331/3 (100 Ruten auf 9 Zoll verkleinert) gezeichnet. Sie zeigt, dass die Parzellen der einzelnen Bauern in langen schmalen Streifen nebeneinander liegen. Sie haben zum Teil nur eine Breite von 9 bis 18 m, sind lang und geschwungen. Die Parzellen mussten gleichzeitig mit einer Frucht bestellt werden, weil man sie ja wegen eines unzureichenden Wegenetzes nur über Nachbarparzellen erreichen konnte. Die Zeitpunkte für die Feldbestellung und für die Ernte wurden in Gemeindeversammlungen verbindlich festgelegt, ebenso die Brach- und Stoppelweidezeiten. Bei der Brach- und Stoppelweide wurde, wie bei fast allen Dingen im Dorf, eine strenge Reihenfolge eingehalten. Zunächst durften die Schweine, dann die Rinder und Pferde, anschließend die Gänse auf die Felder. Erst vom 11. Tag nach der Ernte waren die Schafe zugelassen. Die Stoppelweide war für das Vieh so zwingend notwendig, dass auf den Feldern keine späträumenden Früchte wie Rüben und Kartoffeln angebaut werden konnten.
Auf der Karte sind auch Flächen zu sehen, die keine Parzellierung aufweisen. Diese Flächen, die Gemeinheit, waren die Hauptfutterflächen für das Vieh und wurden gemeinsam genutzt. Es war genau geregelt und ein unveräußerlicher Besitz des betreffenden Hofes, wie viel Vieh jeder hier weiden lassen durfte. Aber diese Weideflächen reichten nicht aus, um das Vieh zu ernähren, darum war die erwähnte Beweidung der Brach- und Stoppelflächen so wichtig.
Die Grenzen zwischen der Boitzumer und der Wittenburger Finie scheinen früher nie genau bestimmt gewesen zu sein, ebenso wenig die Hud- und Weidegerechtsame. 1767 ist ein Streit um das Hud- und Weiderecht mit der Domäne Wittenburg aktenkundig, der schließlich erst 1831 durch einen Vergleich beigelegt wurde. Erst 1838 bis 1840 ist die Finie durch einen Vergleich zwischen Boitzum und Wittenburg geteilt worden. Boitzum hat 168 Morgen von ihrer Finie als Abfindung an das Amt Wittenburg abgetreten. Die Bauern in Boitzum erhielten Flurstücke aus der Finie als Abfindungen ihrer Hud- und Weidegerechtsame.
1840 wurde in Boitzum eine Verkopplung durchgeführt, d. h. eine Neuverteilung und Zusammenlegung der zerrissenen Felder. Jeder konnte jetzt seinen Acker oder seine Wiese direkt erreichen, jeder hatte die Möglichkeit, seinen Acker und seine Wiese nach Bedarf zu entwässern. Jeder konnte nach eigenem Ermessen die Fruchtfolge bestimmen und auch späträumende Hackfrüchte wie Kartoffeln und Rüben mit in die Fruchtfolge hineinnehmen. Es fielen die vielen Grenzfurchen fort, und durch die bessere Bearbeitung wurden höhere Erträge erzielt. In einem Rezess ist eine genaue Beschreibung des Verfahrens und eine Festlegung der Nutzungsrechte festgehalten. Dieser Rezess dient heute noch gelegentlich bei Rechtsstreitigkeiten mit zur Klärung des Sachverhaltes.
Ende des Zweiten Weltkrieges gab es in Boitzum 9 landwirtschaftliche Vollerwerbsbetriebe mit Betriebsgrößen von 11 ha bis 41 ha. Neben intensivem Ackerbau, der bis in die ersten Jahre nach dem Zweiten Weltkrieg fast nur mit Pferden durchgeführt wurde, hatten alle Betriebe Milchkühe und auch Schweine. So gab es neben 3 Schleppern etwa 28 Arbeitspferde, 90 Milchkühe, insgesamt 180 Stück Rindvieh, 130 Schweine und 30 Ziegen in Boitzum und natürlich auch Hühner, Gänse und Enten. Die Feldarbeit wurde in den folgenden Jahren immer mehr mechanisiert, so dass bald kein Pferd mehr auf dem Acker zu sehen war. Der Schlepper, mit ihm moderne Ackergeräte, ab 1958 der Rübenroder und schließlich ab 1959 auch der Mähdrescher bestimmten nun das Bild des Ackerbaues. Gab es 1950 ungefähr 20 Vollarbeitskräfte und über 30 Teilzeitarbeitskräfte (in der Regel Frauen), so wird heute die Arbeit von den verbliebenen zwei landwirtschaftlichen Vollerwerbsbetrieben erledigt.
Durch die Aufgabe vieler landwirtschaftlicher Betriebe sind Flurstücke durch Verpachtung und Tausch zu größeren Schlägen zusammengelegt, so dass die Bewirtschaftung rationeller erfolgen kann.

### Bevölkerungsentwicklung
Um 1800 gab es in Boitzum 35 Haus- und Hofstellen (Feuerstellen) mit 240 Einwohnern. Es sind heute noch die Höfe und Grundstücke erkennbar, wie sie wohl schon im Mittelalter bestanden haben. Eine im Jahre 1896 durchgeführte Volkszählung ergab für Boitzum 170 Einwohner. Es waren hier vier Halbmeier, drei Großköthner, drei Kleinköthner, neun Beibauern, zwölf Anbauern, 14 Häuslinge. Die Hauptbeschäftigung der Einwohner war Ackerbau und Viehzucht. Darüber hinaus gab es noch zwei Tischler, einen Schuhmacher, einen Maurer sowie Steinbruch-, Weg- und Waldarbeiter, Hausschlachter und in früheren Jahren auch Leineweber.
Während bis zum Zweiten Weltkrieg die Zahl der Einwohner ständig abgenommen hatte, kam es durch den Zuzug von Flüchtlingen aus den ehemaligen deutschen Ostgebieten zu einer Verdoppelung der Einwohnerzahl. 1947 waren von 328 Einwohnern 145 Ortsansässige und 183 ‘‘Umquartierte’’, wie es in der Fachsprache hieß. In den Folgejahren zogen viele Familien aus Boitzum fort, so dass die Anzahl der Einwohner nach 1971 unter 200 sank. 1999 waren es 55 Häuser mit 200 Einwohnern.
2016 lag die Einwohnerzahl bei 175 Einwohnern.

## Religion
Die Kapellengemeinde Boitzum gehört seit 1590 zur Kirchengemeinde Wittenburg. Bis dahin waren die Kapellengemeinden Boitzum und Sorsum nach Elze eingepfarrt. Erst als Wittenburg einen eigenen Pastor haben wollte, sich aber als zu klein für ein eigenes Kirchspiel erwies, kamen Boitzum und Sorsum zur Kirchengemeinde Wittenburg.
Es wurde auch festgelegt, dass der Kirchweg von Boitzum zur Wittenburger Kirche, soweit er durch das Land der Domäne Wittenburg führt, eine Breite von 16 Fuß = 4,67 m haben muss. Dieser Weg war über Jahrzehnte zugewachsen, da er nur selten benutzt wurde, ist aber seit 1997 wieder freigeschnitten und für Spaziergänger begehbar.
Seit 1590 gab es in Wittenburg vier Pastoren, bis 1618 die Pfarrstelle Wittenburg mit der Pfarrstelle Wülfinghausen vereinigt wurde. Von nun an standen beide Kirchengemeinden gleichberechtigt nebeneinander und hatten einen gemeinsamen Pastor, der im Wechsel vom landesherrlichen Patronat (der späteren Landeskirche) und von der Klosterkammer präsentiert wurde.
Die ersten vier Pastoren der Kirchengemeinde Wittenburg waren:
- 1. Konrad Rybach (1590–1591)
- 2. Jeo Hären (1592–1599)
- 3. Johann Gravelius (1599–1604)
- 4. Johannes Franck (1604–1618)

Die Pastoren für beide Kirchengemeinden:
- 5. Jürgen Schefferhof (1618–1642)
- 6. Henning Baring (1642–1681)
- 7. Johann Martin Ketschau (1681–1717)
- 8. Johann Ludolph Ebeling (1717–1728)
- 9. Ludwig Johann Beeken (1728–1734)
- 10. Peter David Dangers (1735–1763)
- 11. Christian David Dangers (1763–1802)
- 12. Friedrich Burchard Benecke (1803–1818)
- 13. Christoph Friedrich Westphal (1819–1821)
- 14. Christian Ernst Friedrich Bauer (1821–1825)
- 15. Georg Friedrich Ludwig Firnhaber (1826–1843)
- 16. Hermann Stölting (1843–1850)
- 17. Georg Justus Heinrich Julius Bauer (1851–1877)
- 18. Ernst August Niemack (1877–1889)
- 19. Johannes Heinrich Julius Stoffregen (1890–1903)
- 20. Heinrich Jantzen Junker (1904–1911)
- 21. Oswald Adolf Ludwig Philipp Meyer (1912–1924)
- 22. Lütje Georg Hermann Eckhoff (1925–1933)
- 23. Theodor Karl Hermann Herbst (1933–1969)

Nach einer kurzen Vakanz, in der beide Kirchengemeinden von Pastor von Meding aus Eldagsen, Pastorin Schäperkötter aus Hemmingen und Pastor Ujma aus Rössing betreut wurden, folgten:
- 24. Johanna Goetsch (1971–1986)
- 25. Hans-Christian Müller (1987–2001)
- 26. Anselm Stuckenberg (seit 2001)

Im Jahre 1796 wurde darüber nachgedacht, ob die Kirchengemeinde Wittenburg aufgelöst werden sollte, wohl weil die Kirche in einem schlechten baulichen Zustand war, so dass man sie abreißen wollte. Sorsum sollte Wülfingen und Wittenburg Boitzum angegliedert werden. Dann wäre eine Vergrößerung der Boitzumer Kapelle notwendig gewesen. Dieser Plan scheiterte, weil die Wittenburger auf ihr gutes und verbrieftes Recht pochten, in der Kirche zu Wittenburg den Gottesdienst abhalten zu können, und weil der Kapellenvorstand in Boitzum die Forderung stellte, dass der Erweiterungsbau und sämtliche künftig anfallenden Reparaturen der Fiskus übernehmen sollte.
2009 haben sich die Kirchengemeinden Wittenburg mit ihren Kapellengemeinden Boitzum und Sorsum und die Kirchengemeinde Wülfinghausen-Holtensen zur Arbeitsgemeinschaft Klosterdörfer zusammengeschlossen und so die mittlerweile jahrhundertelang bestehende enge Zusammenarbeit formell gesichert.

## Politik
Die Ortsteile Boitzum und Holtensen, zum letzteren Ortsteil gehört auch Wülfinghausen, haben seither einen gemeinsamen Ortsrat.
Ortsbürgermeister ist Heinrich Freimann (CDU).

### Wappen

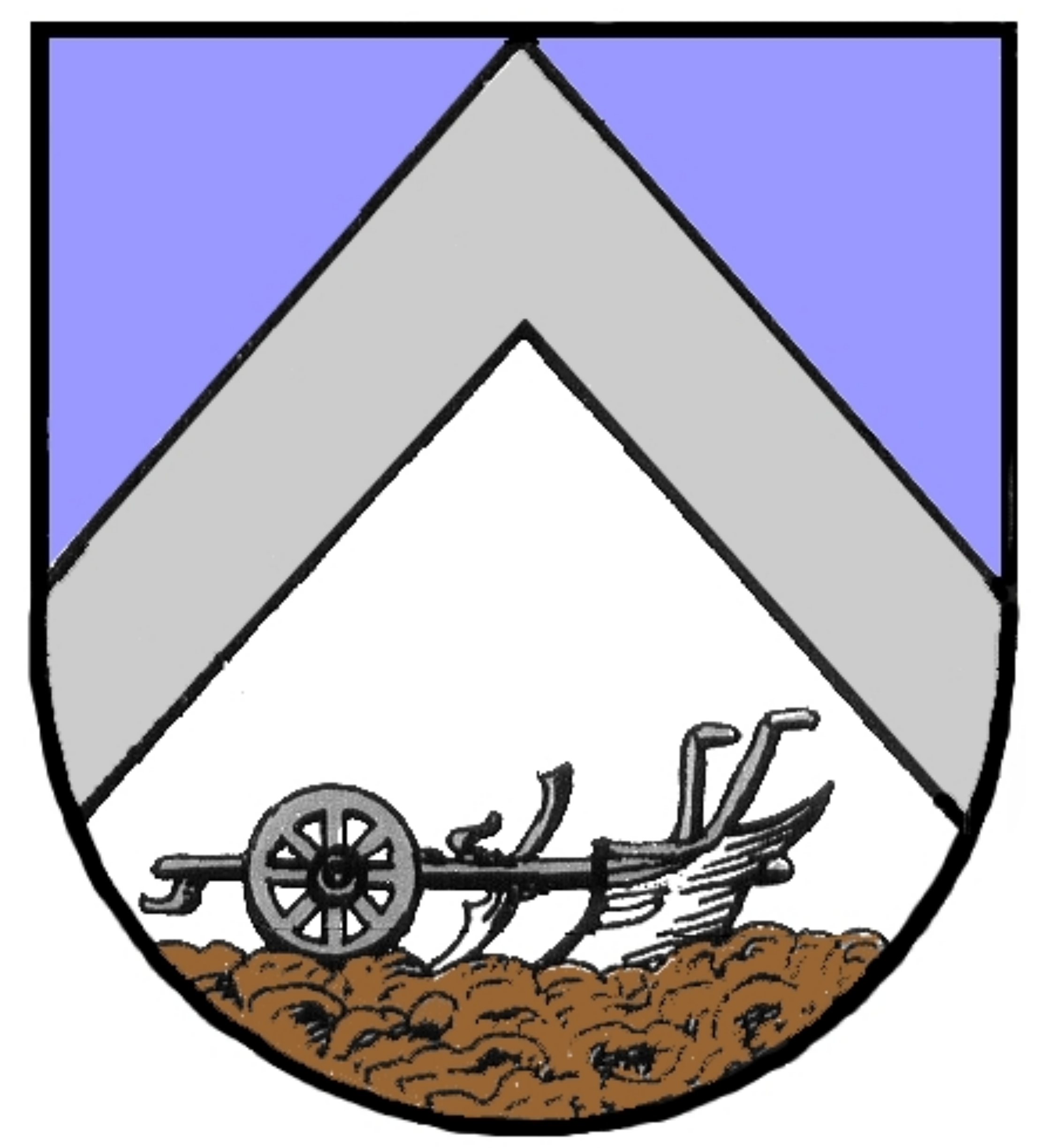
„Das schönste Wappen auf der Welt ist der Pflug im Ackerfeld“

Das Wappen wurde am 15. Januar 1949 durch den Niedersächsischen Minister des Innern genehmigt.
Blasonierung: „In Blau unter einem aufrechten silbernen Sparren eine silberne Pflugschar.“
Der Sparren ist aus dem Wappen der Edelherren von Adenoys, zu deren Besitzungen Boitzum bis 1325 gehörte, entnommen worden. Die Pflugschar versinnbildlicht die im Ort blühende Landwirtschaft.
Parallel existiert noch eine weitere Version des Wappens, das die Boitzumer als das ihre verstehen und das auch in der Flagge dargestellt ist, die zu besonderen Anlässen auf dem Thie gehisst wird.

## Kultur und Sehenswürdigkeiten
- Im Sommer 1896 wurde in Boitzum der 25. Jahrestag des Endes des Deutsch-Französischen Krieges mit einem Friedens-Jubiläums-Fest gefeiert. Zu diesem Anlass wurde eine Eiche gepflanzt, die 1964 wieder gefällt werden musste. Am 11. März 1997 – Boitzum ist in diesem Jahr 975 Jahre alt – ist auf dem Thie, dem Ortsmittelpunkt, wieder eine Eiche gepflanzt worden. Im Rahmen des aus EU-Mitteln bezuschussten Dorferneuerungs-Programms wurde der Thie im Sommer 2003 neu gestaltet.

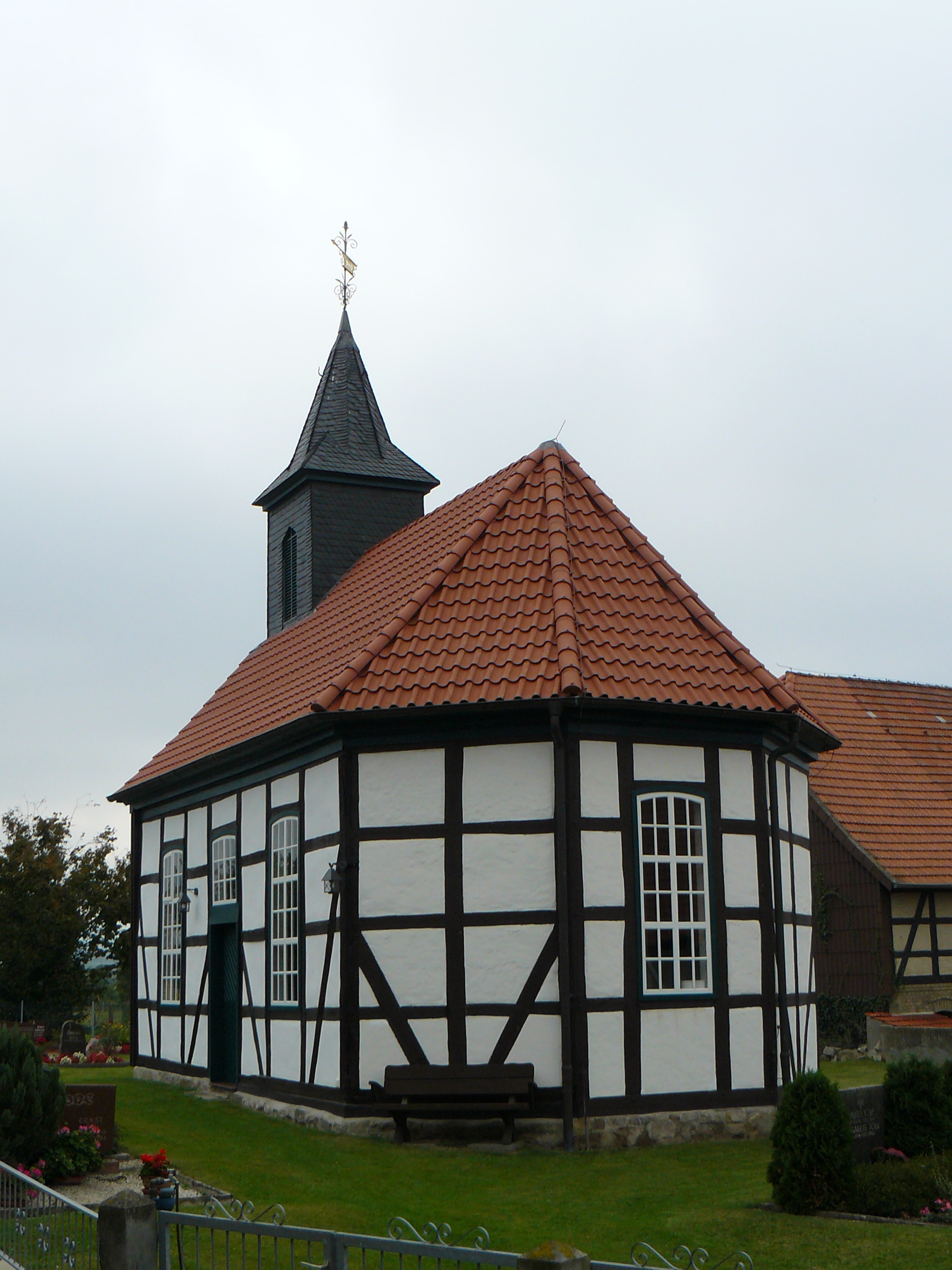
Die Boitzumer Kapelle nach der Außenrenovierung 2008

- Über die erste Grundsteinlegung der Boitzumer Kapelle liegen keine genauen Angaben vor. In dem vom Kloster Wittenburg 1462 bis 1478 aufgestellten Güterverzeichnis ist von einem Vorwerk des Klosters Wittenburg an dem Kirchhofe in Boitzum die Rede. Demnach hat sicher schon in dieser Zeit hier eine Kapelle gestanden. Die Kapellenrechnungen reichen zurück bis ins Jahr 1643.

Die heutige Kapelle ist 1748 neu von dem Zimmermann Knust errichtet worden und hat 439 Thaler gekostet. Der Fachwerkbau mit einem dreiseitigen Chorschluss hat einen Bruchsteinunterbau und ist an der Süd- und Westseite mit senkrechter dunkler Schalung verkleidet. Das westliche Firstende krönt ein quadratischer Dachreiter, ein Glockenturm, der in der Spitze ins Achteck führt. Der Glockenturm ist mit Schiefer verkleidet und hat zwei rechteckige Schalllöcher. Die Wetterfahne trägt die Jahreszahl 1883. In diesem Jahr ist die Kapelle gründlich renoviert worden. Im Zuge der jüngsten Renovierungsmaßnahmen wurden alle Fenster erneuert, 2008 wurde das Dach neu eingedeckt, die Holzverschalung an der Westseite erneuert, das Fachwerk an der Nordseite freigelegt und instand gesetzt.
Die Kapelle liegt mitten im kleinen Boitzumer Friedhof, der im Eigentum der Kapellengemeinde ist, und wird – anders als die meisten anderen Friedhöfe, die unter städtischer Verwaltung stehen – vom Kapellenvorstand verwaltet. Schon bei der Verkoppelung 1840 hat man am Südrand des Dorfes einen neuen Friedhof ausgewiesen, der aber bis heute nicht benötigt wird. Der Friedhof rund um die Kapelle hat 150 Liegeplätze.

### Schulhaus

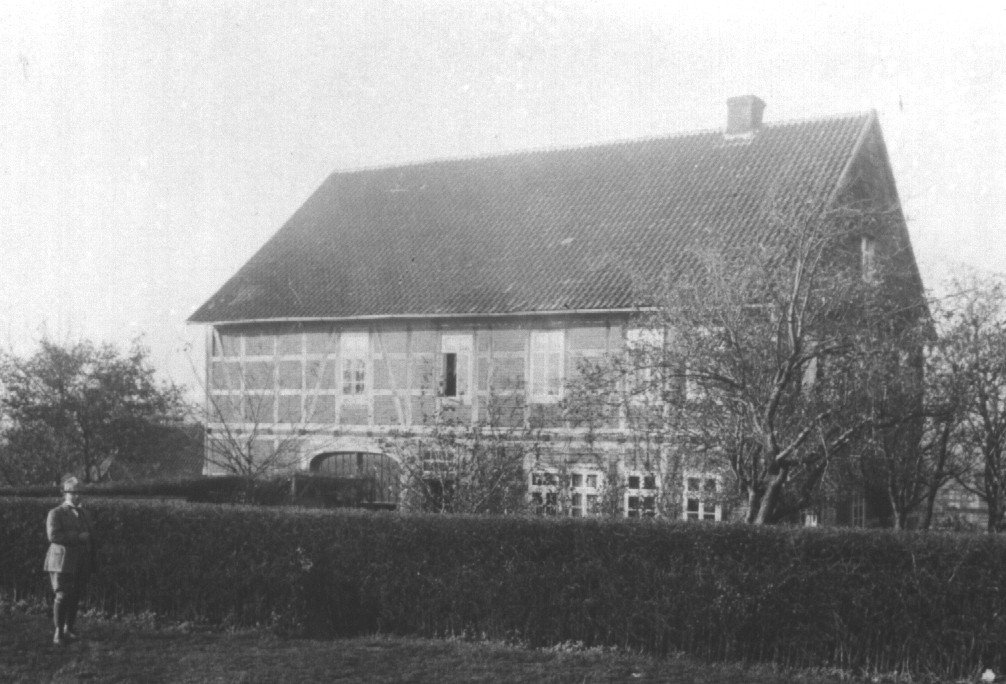
Das ehemalige Boitzumer Schulhaus

Den ersten Bericht über eine Schule in Boitzum gibt Pastor Baring, der von 1642 bis 1681 Pastor in den Kirchengemeinden Wittenburg und Wülfinghausen war. So berichtet er, dass zu dieser Zeit in Boitzum ein Schulmeister Ernst Wöhlen unterrichtete.
Mit dem Lehrerdienst war in Boitzum etwas Kapellendienst verbunden. Den Organistendienst und auch den Küsterdienst in Wittenburg, Boitzum und Sorsum aber hatte zu der Zeit der Lehrer aus Sorsum zu versehen. Dafür musste Boitzum 4–5 Himten Korn liefern.
Das erste Schulhaus in Boitzum wurde 1797 gegenüber der Kapelle auf einem Grundstück erbaut, das heute zu „Am Thie 20“ gehört. Es wurde dann Ende des 19. Jahrhunderts zur Finanzierung des neuen Schulhauses verkauft und vom neuen Besitzer abgerissen.
Von 1878 bis 1968 wurden die Boitzumer Kinder im neuen Schulhaus, in dem auch der jeweilige Lehrer Wohnung, Stall und Wirtschaftsräume hatte, unterrichtet. Diese neue Schule musste von der Gemeinde Boitzum allein finanziert werden. Aus Rechnungen der Jahre 1877 und 1878 geht hervor, wer welchen Beitrag zum Neubau leisten musste:
Ausgaben insgesamt 10.107 Reichsmark:
- Klosterreceptur in Wennigsen für Holz (6 Eichenbäume)
- Maurermeister Christian Thiele zu Eldagsen (Bruchsteine geliefert)
- Friedrich Struhs in Sorsum für Sand
- Chr. Mensing in Bredenbeck für Stein (Sandstein, für Fundamente, Treppenpodest, Küchenboden)
- H. Alves in Osterwald für Kalk
- Friedrich Jordan in Boitzum für Stroh
- Friedrich Gübel in Boitzum für Stroh
- C. Deike in Boitzum für Stroh
- Conrad Tiedau (Gemeindediener) für Lehmsteine (5700 Stk. mit der Hand gebacken)
- Dachdecker Schrader in Eldagsen
- Schmiede Koch in Boitzum (Tor- und Türbeschläge, Haspel, Kellergitter, 2 Paar Hangeisen)
- Heinrich Ziegenbein in Boitzum (Bläue zum Weißen, Ofenschwärze)
- Vespermann in Weenzen für Gyps
- Werkführer Rennemann in Sorsum
- Heinrich Meyer in Boitzum (4 Ruten langen Abgangskanal-Drainage v. Keller gegraben)
- Maurermeister Mangel in Sorsum (Maurerarbeiten)
- Ziegeleibesitzer Nagel in Alferde
- Tischler Hüper in Boitzum (Fenster, Türen, Treppen)
- Schlossermeister Krüger in Elze (Haustürschloss)
- C. Deike in Boitzum für Asche (u. a. Zuschlag zum Kalkmörtel)
- Georg von Cölln in Hannover (Ofen fürs Schulzimmer)
- Fracht für Ofen pp. (Bahnhof Mehle)
- Zimmermeister Rokahr in Holtensen (Zeichnungen, Planung und Bau)
- Klempner Luther in Elze (Dachrinnen)
- C. Pape in Gronau für Holz (Fichtenholz aus dem Harz auf Söse und Leine geflöst)
- Weibke Gerichtsvoigt als Rechnungsführer (aus Eldagsen)

Einnahmen 2293,- Reichsmark:
- Nach dem vorm königlichen Amtsgerichte Calenberg abgeschlossenen Kaufkontrakte sind für die alte Schule aufgekommen RMk 2235,-
- Für verkaufte Abfallhölzer sind aufgekommen (versteigert) RMk 58,-

Es blieben Kosten von 7814,- Reichsmark.
Verantwortlich für die Schule war der Schulvorstand. Dieser war in der Regel identisch mit dem Kapellenvorstand. Weiter gehörte dem Schulvorstand noch der jeweilige Stelleninhaber der Schule an. Vorsitzender des Schulvorstandes war bis 1918 der jeweilige Pastor.
Vor dem Ersten Weltkrieg gingen in Boitzum 40–45 Kinder in die Schule, in der Zeit zwischen den beiden Kriegen waren es 15–25. Als die Schule 1945 als erste im Landkreis Springe wieder mit dem Unterricht begann, waren viele Kinder von ausgebombten Familien aus dem Rheinland und auch von der noch nicht wieder unterrichtenden Mittelschule Eldagsen unter den Schülern, 1946 kamen dann noch die Flüchtlingskinder aus dem Osten dazu, so dass die Schülerzahl nun auf 60–70 anwuchs, die von einem einzigen Lehrer unterrichtet wurden.
Die Schülerzahl sank dann 1950 auf 55, 1952 auf 36, 1955 auf 25. Der Grund lag in einem Abwandern von vielen Flüchtlingsfamilien aus Boitzum. Auch besuchten immer mehr Schüler die Mittelschule in Eldagsen, zumal das Schulgeld fortgefallen war. 1962 wurden in Boitzum nur noch das 1. bis 6. Schuljahr beschult (Schülerzahl 26), das 7. bis 8. Schuljahr wurde nach Eldagsen umgeschult. Ab Ostern 1964 gab es in Boitzum noch 24 Schüler des 1. bis 4. Schuljahres.
Eigentlich sollten die Boitzumer Kinder schon 1956, als Lehrer Springer in den Ruhestand ging, nach Sorsum zur Schule gehen. Die Eltern weigerten sich jedoch, ihre Kinder in ein anderes Dorf zu schicken und drohten mit einem Schulstreik. Daraufhin wurde Herr Lipkow telefonisch aus Feggendorf nach Boitzum beordert und begann seinen Unterricht am 15. August 1956.
Auch 25 Jahre zuvor, im Jahr 1931 hatte die Gemeindevertretung und der Schul- und Kapellenvorstand von Boitzum schon einmal mit Erfolg bei der Regierung in Hannover, Abteilung für Kirchen- und Schulwesen, dagegen Einspruch erhoben, dass die Schulstelle im Wege einer Notverordnung abgebaut und die Kinder nach Sorsum zur Schule geschickt werden sollten.
Die Stadt Eldagsen und die Gemeinden Adensen, Alferde, Boitzum, Hallerburg, Holtensen, Sorsum, Wittenburg und Wülfingen gründeten 1962 den Schulzweckverband Hallermundt mit Sitz in Eldagsen. In den Schulen der Gemeinden konnten nicht mehr alle Jahrgänge unterrichtet werden, weil die Schülerzahl ständig gestiegen und das 9. Schuljahr eingeführt worden war. So wurde 1965 der Grundstein für die Mittelpunktschule „Hallermundt“ gelegt, die die Schüler der 5. bis 9. Schuljahre besuchten. In den Schulen der Gemeinden fand der Unterricht künftig nur für die 1. bis 4. Schuljahre statt. Eine Urkunde wurde zusammen mit anderen Schriftstücken und Geldmünzen im Grundstein eingemauert.
Auf eine Ausschreibung der Schulstelle in Boitzum im Mai 1968 meldete sich kein Bewerber. Die Gemeinderäte von Boitzum und von Holtensen beschlossen daher und regelten dieses in einer öffentlich-rechtlichen Vereinbarung, dass die 16 Schulkinder aus Boitzum (1. bis 4. Schuljahr) nach Ablauf der Sommerferien 1968 in Holtensen unterrichtet werden sollten. Hier hatte die Gemeinde Holtensen eine Schule mit einer kleinen Turnhalle gebaut. Die seit einem Jahr einstellige Schule in Holtensen würde dann mit 66 Schülern zweistellig werden. Mit Verfügung des Regierungspräsidenten vom 10. Januar 1969 wurde die Volksschule in Boitzum offiziell geschlossen. Im Mai war ein Käufer gefunden, und so wurde das Schulhaus dann für DM 40.000,- am 4. Juni 1969 von der Gemeinde verkauft. Die Disko „PONDEROSA-Tanzbar bei Mimi“ war nun für die nächsten 5 Jahre in den Räumen des alten Boitzumer Schulhauses.
Die Namen der Schullehrer von Boitzum seit 1793:
- N. N. Gärtner (1793–1808)
- Gottlieb Arneke (1808–1814)
- Heinrich August Bodensiek (1815–1833)
- N. Hengstmann (1833–1846), wurde nach Alferde versetzt.

Nach einer dreijährigen Vakanz folgte:
- Friedrich Wilhelm Germs (1850–1856), ein Sohn des Lehrers Germs in Sorsum. Er wurde 1856 seines Amtes entsetzt.
- A. H. Reßmeyer (1856–1863), wird nach Lüdersen versetzt.
- Friedrich Wickbold (1863–1910) war 47 Jahre Lehrer in Boitzum, und sein Sohn
- Otto Wickbold (1910–1948) anschließend 38 Jahre. Zusammen waren Vater und Sohn 85 Jahre als Lehrer in Boitzum tätig und gelten mit Recht als die „Erzieher von Boitzum“, wie der Nachfolger im Amt
- Paul Springer (1948–1956) in der Schulchronik schrieb. Wegen eines ernsten Herzleidens ging er in den Ruhestand, Lehrer in Boitzum wurde nun
- Leo Lipkow (1956–1968). Nach 12 erfolgreichen Dienstjahren in Boitzum ging der letzte Lehrer der Schule 1968 in Pension und die Schule wurde geschlossen.

## Wirtschaft und Infrastruktur
Die Buslinien des Großraum-Verkehrs Hannover (GVH) stellen die Anbindung an die S-Bahn Stationen in Bennigsen und Springe sicher. Direkte Busverbindungen bestehen nach Springe. Die nächstgelegene Bundesstraße ist die B 3 in ca. 4 km Entfernung. Zur A 7 – Anschlussstelle Laatzen – sind es ca. 25 km, zur A 2 – Anschlussstelle Lauenau ca. 33 km. Der Flughafen Hannover ist ca. 50 km entfernt.